# A Ring of Endless Light
A Ring of Endless Light is een film uit 2002 onder regie van Greg Beeman. De film is gebaseerd op een boek van Madeleine L'Engle.

## Verhaal
Vicky gaat de komende zomervakantie naar het eiland van haar opa. Ze is vooral in jongens geïnteresseerd, maar studeert tussendoor ook voor haar toelatingsexamen natuurkunde. Ze ontmoet een jongen, die dol is op dolfijnen. Zelf voelt ze ook een band tussen haar en de dolfijnen en daarom klikt het meteen. Maar dan wordt ze ook verliefd op de zoon van een ... visser!

## Rolverdeling
| Acteur          | Personage      |
| --------------- | -------------- |
| Mischa Barton   | Vicky Austin   |
| Ryan Merriman   | Adam Eddington |
| Jared Padalecki | Zachery Gray   |
| Scarlett Pomers | Suzy Austin    |
| Soren Fulton    | Rob Austin     |